# HMS H51
HMS H51 (pennant number - H51) – brytyjski okręt podwodny typu H. Zbudowany w latach 1917–1918 w stoczni Royal Navy Dockyard w Pembroke Dock, gdzie okręt został wodowany 15 listopada 1918 roku. Do służby w Royal Navy został przyjęty 1 września 1920 roku.
HMS H51 należał do serii okrętów typu H ze zmienioną konstrukcją. Po internowaniu części okrętów budowanych na zlecenie w Stanach Zjednoczonych zapadła decyzja o przeniesieniu produkcji do Wielkiej Brytanii. Od początku 1917 roku do końca 1920 roku w stoczniach Vickers, Cammell Laird, Armstrong Whitworth, Beardmore oraz HM Dockyard wybudowano 23 okręty tego typu.
Okręt został wycofany ze służby w czerwcu 1924 roku, a 6 czerwca sprzedany firmie Keen z Bristolu. 17 lipca 1924 roku został odsprzedany Davo S. Bkg Co.